# エル・プリビレヒオ・デ・アマール
『エル・プリビレヒオ・デ・アマール』（スペイン語: El privilegio de amar）は、メキシコのテレビドラマ。ラス・エストレージャスで1998年7月27日から1999年2月26日まで放送された。